# Maguelonne Toussaint-Samat
Maguelonne Toussaint-Samat, née Samat de Soulès le 11 juin 1926 dans le 14e arrondissement de Paris et morte le 4 juin 2018 à Parmain, est une femme de lettres française, auteure de romans policiers, de littérature d'enfance et de jeunesse et de livres de cuisine.

## Biographie
Maguelonne Toussaint-Samat est la fille de l'écrivain Jean-Toussaint Samat, dont elle achève en 1949 le dernier roman, Le Mort et sa fille, et de la traductrice Renée Vally-Samat. Journaliste, elle est également directrice de la collection de romans policiers La Main rouge éditée par les éditions des Deux-mondes. En 1950, elle publie Concerto pour meurtre et orchestre. 
À partir des années 1960, elle fait paraître des ouvrages pour la jeunesse, en particulier des contes et légendes de différents pays ou régions françaises. Puis, dans les années 1970, elle commence la publication d'ouvrages sur la gastronomie et des livres de cuisine.
L’Académie française lui décerne le prix Montyon en 1962 pour l’ensemble de son œuvre.
Maguelonne Toussaint-Samat meurt le 4 juin 2018 à Parmain et elle est inhumée à L'Isle-Adam.

## Œuvre

### Romans

#### Romans policiers
- Le Mort et sa fille, Éditions des Deux-mondes, coll. « La Main rouge » no 1 (1949)
- Concerto pour meurtre et orchestre, Éditions des Deux-mondes, coll. « La Main rouge » no 8 (1950)

#### Autres romans
- L'Extravagante Madame Doucet, Calmann-Lévy (1952)
- La Somnambule, Saint-Mont (2007)  (ISBN 2-84755-063-1)

### Littérature d'enfance et de jeunesse
- Contes et légendes des croisades, Fernand Nathan, coll. «  Contes et légendes de tous les pays », série : « Histoire », illustrations : René Péron, 1961
- Récits des châteaux de la Loire, Fernand Nathan, coll. « Contes et légendes de tous les pays », série : « Provinces de France », 1970; Prix Sobrier-Arnould de l’Académie française en 1972
- Légendes et récits de la Gaule et des Gaulois, Fernand Nathan, coll. « Contes et légendes de tous les pays », série : « Antiquité », illustrations : Yvon Le Gall, 1972
- Contes et légendes des Pyrénées, Fernand Nathan, coll. « Contes et légendes de tous les pays », série : « Provinces de France », 1974
- Contes et légendes des arbres et de la forêt, Fernand Nathan, coll. « Contes et légendes de tous les pays », série : « Divers », illustrations :  Jean Giannini, 1975
- Contes et récits de la gendarmerie, Nathan, coll. « Contes et légendes de tous les pays » (1976)
- Légendes et récits du temps de Noël, Nathan, coll. « Contes et légendes de tous les pays » (1977)
- Contes et légendes du Périgord et du Quercy, Nathan, coll. « Contes et légendes de tous les pays » (1978)
- Contes et légendes d'Italie, Nathan, coll. « Contes et légendes de tous les pays » (1979)  (ISBN 2-09-281355-2)
- Contes du Périgord, Éditions Sud Ouest, coll. « Contes » (2001)  (ISBN 2-87901-407-7)
- Contes de Provence, Éditions Sud Ouest, coll. « Contes » (2001)  (ISBN 2-87901-441-7)
- Contes des Pyrénées, Éditions Sud Ouest, coll. « Contes » (2002)  (ISBN 2-87901-464-6)
- Contes d'Auvergne, Éditions Sud Ouest, coll. « Contes » (2002)  (ISBN 2-87901-494-8)
- Histoires de nulle part et d'ailleurs, Saint-Mont (2004)  (ISBN 2-84755-052-6)
- Contes d'Auvergne et du Bourbonnais, Éditions Sud Ouest (2013)  (ISBN 978-2-8177-0311-4)

### Autres ouvrages
- L'Africaine et sa maison, Les Classiques africains (1968)
- Virginie a quatorze ans ou le Nouvel art de vivre, Magnard (1971)
- La Femme de quarante ans, Grasset, coll. « Femmes dans la vie » (1973)
- Les Vertus des plantes, Ramsay, coll. « Les Livres "Femme pratique" » (1979)  (ISBN 2-85956-132-3)
- Biscuits et confiserie de ménage, Éditions Berger-Levrault, coll. « Le Berger vert » (1980)  (ISBN 2-7013-0357-5)
- Ethnocuisine de Provence, A. Schrotter, coll. « Ethnocuisine » (1982)  (ISBN 2-85983-040-5)
- Histoire naturelle et morale de la nourriture, Éditions Bordas, coll. « Cultures » (1987)  (ISBN 2-04-016370-0). Rééditions : Éditions Larousse, coll. « In extenso », 1997 ; Le Pérégrinateur éditeur, (préface Guy Savoy, introduction Noëlle Châtelet), Toulouse, 2013.
- La Cuisine de Maguelonne : ma méthode, mes recettes, mes secrets, Éditions Bordas (1988)  (ISBN 2-04-016389-1)
- Douceurs de Provence, A. Barthélemy, coll. « Du goût & de l'usage » (1988)  (ISBN 2-903044-50-3)
- Grande et petite histoire des cuisiniers de l'Antiquité à nos jours, (en collaboration avec Mathias Lair), Éditions Robert Laffont (1989)  (ISBN 2-221-05866-6)
- Histoire technique et morale du vêtement, (préface d'Yves Saint Laurent), Éditions Bordas, coll. « Cultures » (1990)  (ISBN 2-04-016372-7)
- Couscous, Casterman, coll. « Histoire gourmande des grands plats » (1994)  (ISBN 2-203-61101-4)
- Currys, Casterman, coll. « Histoire gourmande des grands plats » (1994)  (ISBN 2-203-61102-2)
- Soupes de poissons, Casterman, coll. « Histoire gourmande des grands plats » (1994)  (ISBN 2-203-61103-0)
- Cuisine d'amour en Méditerranée, Actes Sud (2000)  (ISBN 2-7427-2910-0)
- Histoire de la cuisine bourgeoise : du Moyen Âge à nos jours, Éditions Albin Michel (2001)  (ISBN 2-226-11702-4)
- La Très Belle et Très Exquise Histoire des gâteaux et des friandises, Flammarion (2004)  (ISBN 2-08-200828-2). Réédition Le Pérégrinateur éditeur (préface Pascal Ory), Toulouse, 2018.
- Saumons : les plus belles recettes du roi des rivières, La Renaissance du livre (2005)  (ISBN 2-87415-513-6)
- Le Miamissime : toute la cuisine que j'aime en 800 recettes, (préface de Jean-Pierre Coffe), Éditions Sud Ouest (2008)  (ISBN 978-2-87901-893-5)
- L'Histoire du vin, Act d'ici & ailleurs (2009)  (ISBN 978-2-918088-07-3)
- Plats africains : petits et grands festins : 200 recettes, Éditions Sud Ouest, (2010)  (ISBN 978-2-81770-062-5)
- Histoire naturelle et morale de la nourriture, Réédition Le Pérégrinateur éditeur, introduction Guy Savoy, préface Noëlle Châtelet (2013)  (ISBN 978-2-910352-57-8)

## Décoration
- Chevalier de l'ordre national du Mérite (2005)[1]

## Sources
: document utilisé comme source pour la rédaction de cet article.
- Claude Mesplède (dir.), Dictionnaire des littératures policières, vol. 2 : J - Z, Nantes, Joseph K, coll. « Temps noir », 2007, 1086 p. (ISBN 978-2-910-68645-1, OCLC 315873361), p. 895.